# Sidwell
Sidwell, ou Sidwella (en latin : Sativola) est une sainte chrétienne, vierge et martyre du Devon, en Angleterre,. Elle est la sainte patronne d'Exeter et la sœur de Juthwara.

## Histoire
Sidwell était une chrétienne Saxonne vivant à Exeter au VIIIe siècle. Son père, Benna, était un riche propriétaire foncier, qui mourut laissant Sidwell à la charge d'une cruelle belle-mère, celle-ci étant jalouse de sa beauté et de sa vertu, et convoita son héritage.
Sidwell quitta souvent la ville afin d'apporter des provisions aux villageois travaillant dans les champs hors des murs de la cité. Le Catalogus Sanctorum Pausantium in Anglia déclare qu'elle fût décapitée par un couple de moissonneurs de maïs, forcés à le faire par sa belle-mère. Ils coupèrent sa tête avec une faux, et lorsque sa tête tomba, de l'eau jaillit. Un rayon de lumière illumina la place pendant trois nuits. On dit que son spectre est vu portant sa tête et la remettant sur ses épaules là où elle fût enterrée par la suite. L'histoire présente une similitude frappante avec celle d'Urith et de Juthwara de Sherborne, que l'on suppose être sa sœur.

## Vénération

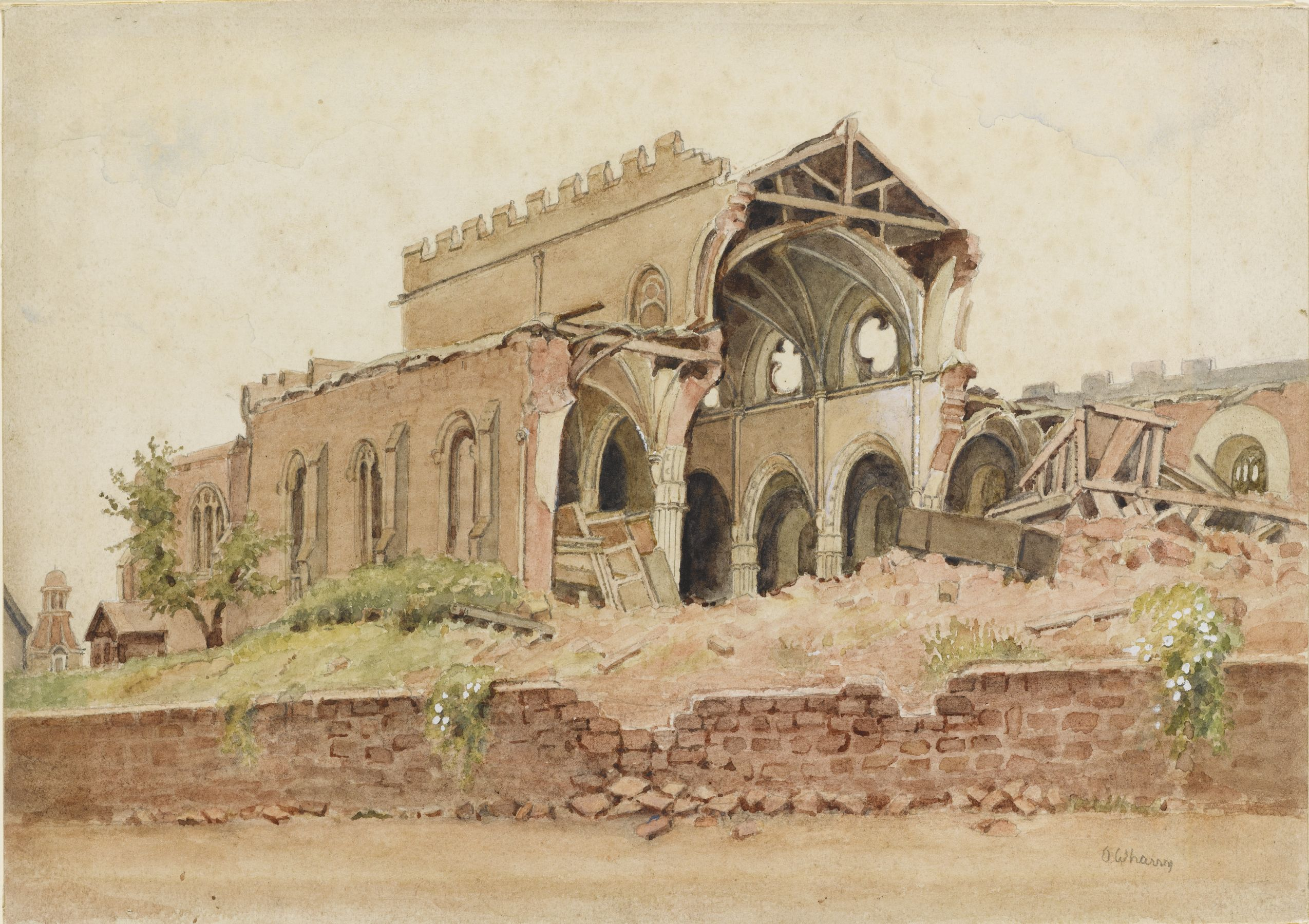
Aquarelle réalisée par Olive Wharry représentant l'église de St Sidwell, Exeter, après le Blitz. Le 4 mai 1942, une bombe de 250kg tomba directement sur St Sidwells. La tour de l'église demeurait debout mais était tellement endommagée qu'on dût la retirer. L'église fût reconstruite.

Le culte de sainte Sidwell a été actif à Exeter à l'époque anglo-saxonne. Les pèlerins, se comptant par milliers, visitèrent son sanctuaire. Leur activité est mentionnée par John Leland et William Worcester. Les orthodoxes la célèbrent le 31 juillet, tandis que les anglicans la fêtent le 2 août.
L'église de St Sidwell, située à l'extérieur du site de la porte est d'Exeter, est toujours existante, bien qu'elle fût reconstruite après avoir été bombardée lors de la seconde guerre mondiale. L'une des rues principales à Exeter est la rue Sidwell (Sidwell Street).
Une église à Laneast, aux Cornouailles, est consacrée à Sidwell.

### Iconographie
Dans l'art, Sidwell est représentée avec une faux, ainsi qu'un puits à côté d'elle. La commune de St Sidwells, faisant partie d'Exeter, porte son nom. Elle apparaît sur un vitrail de la Cathédrale d'Exeter ainsi que dans la chapelle du All Souls College à Oxford et l'église paroissiale d'Ashton, dans le Devon. Elle est également représentée sur au moins sept jubés autour du même comté.

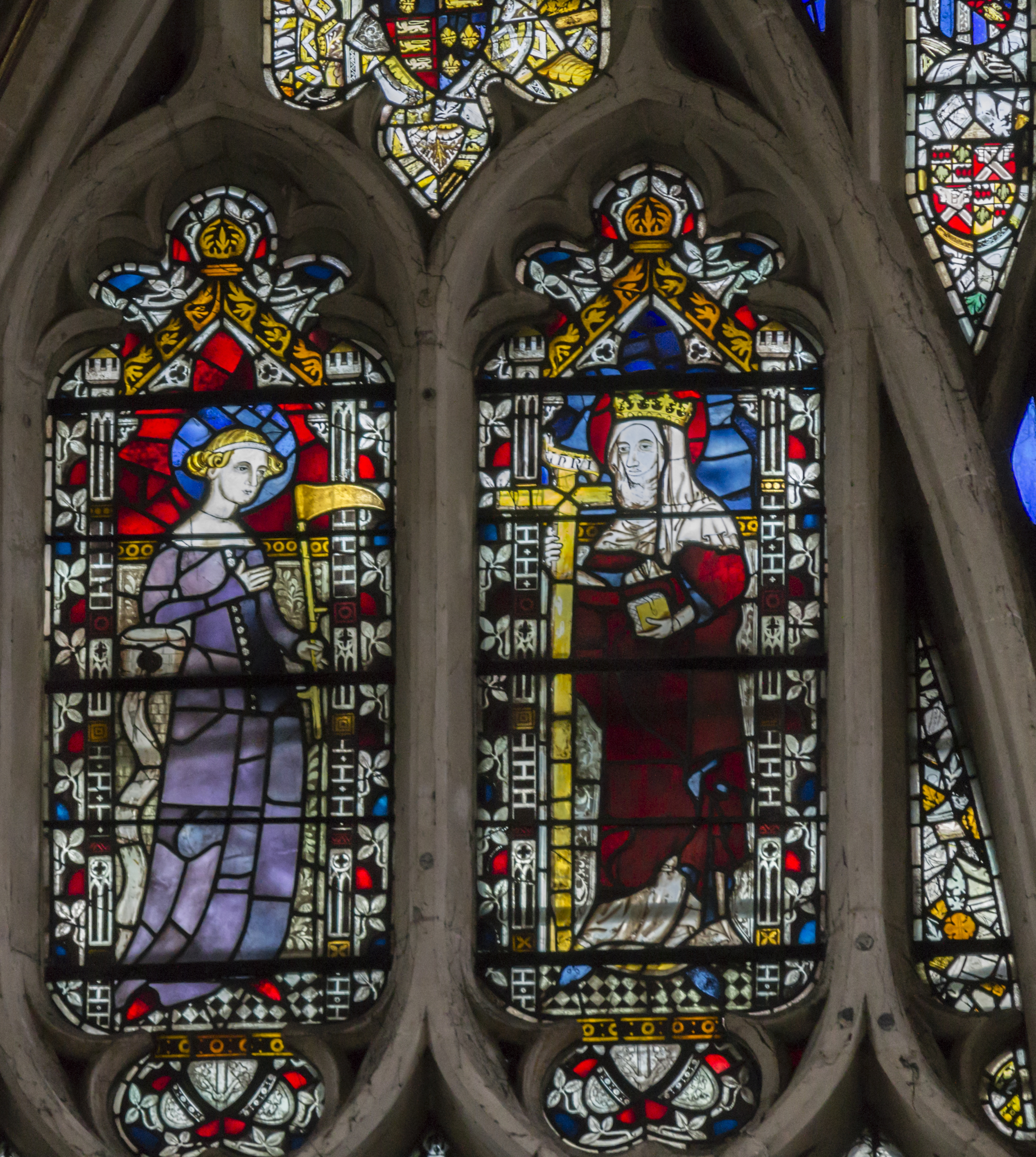
Sainte Sidwell (à gauche) et Sainte Hélène, Exeter.

La sculpture en fibre de verre, située à Sidwell Street, a été réalisée par l'artiste Fred Irving (Bideford) en 1969.

## Sources
(en) David Hugh Farmer, Oxford Dictionary of Saints, Oxford University Press, 1978